# Kharnabad
Kharnabad (persiska: هارونابادِ پائين, هارون آباد, خَرنَبَد, هارونابادِ سُفلَى, Hārūnābād-e Pā’īn, Hārūnābād) är en ort i Iran.   Den ligger i provinsen Zanjan, i den nordvästra delen av landet, 260 km nordväst om huvudstaden Teheran. Kharnabad ligger 384 meter över havet och antalet invånare är 554.
Terrängen runt Kharnabad är varierad. Kharnabad ligger nere i en dal.Runt Kharnabad är det ganska glesbefolkat, med 47 invånare per kvadratkilometer. Närmaste större samhälle är Āb Bar, 5,9 km öster om Kharnabad. Trakten runt Kharnabad består i huvudsak av gräsmarker.